# Portrait de Jacques Nayral
Portrait de Jacques Nayral est un tableau réalisé par Albert Gleizes en 1911. Cette huile sur toile est un portrait cubiste de Jacques Nayral, poète et dramaturge. Présentée au Salon d'Automne de 1911 puis au Salon de la Section d'Or en 1912, elle appartient un temps à son modèle. Elle est aujourd'hui conservée à la Tate Modern, à Londres.

## Expositions
- Salon d'Automne de 1911, Grand Palais, Paris, 1911.
- Salon de la Section d'Or, Paris, 1912.
- Le Cubisme, Centre national d'art et de culture Georges-Pompidou, Paris, 2018-2019.